# Johann Friedrich Daube
Johann Friedrich Daube, auch Taube oder latinisiert Columba genannt (* um 1730 in Hessen, wahrscheinlich im Raum von Hersfeld und Marburg; † 19. September 1797 in Wien), war ein deutscher Komponist, Musiktheoretiker und Lautenist der Vorklassik. 

## Leben
Johann Friedrich Daube wirkte in jungen Jahren als Theorbist am Hof Friedrichs II. in Berlin, wo er auch in ständigem Kontakt mit Carl Philipp Emanuel Bach stand. 1744 wurde er als Cammer-Theorbist und Flötist an die Stuttgarter Hofkapelle berufen. 1770 siedelte er über Augsburg nach Wien über, wo er 1797 starb. Daube bezeichnete sich selbst als Rath und erster Secretär der kaiserl. Franciscinischen Akademie der freyen Künste und Wissenschaften.
Daubes Kompositionen zeigen ihn als in der Tradition wurzelnden Musiker, der in seiner Tonsprache ein Bindeglied zwischen Hochbarock, Empfindsamkeit und Vorklassik darstellt.
Seine bis heute wenig beachteten Schriften sind von hohem Wert für das Verständnis der sich an dieser Zeitenwende wandelnden Musiktheorie, nicht nur im Hinblick auf die in ihnen dokumentierte Sichtweise der Harmonielehre und der Instrumentation; auch der für die Musik dieser Zeit neue Gedanke einer motivischen Analyse, der als motivisch-thematische Arbeit zur selben Zeit auch im kompositorischen Schaffen Joseph Haydns aufgebracht wurde und für die weitere Entwicklung der Musikgeschichte von großer Bedeutung werden sollte, wird hier in dieser Form vielleicht erstmals von Daube erörtert.

## Werke

### Kompositionen
Verschiedene kammermusikalische Kompositionen, darunter
- 3 Triosonaten für 2 Flöten und b. c.
- 4 Sonaten für Laute

### Musiktheoretische Publikationen
- Generalbaß in drey Accorden, gegründet in den Regeln der alt- und neuern Autoren. Leipzig 1756.
- Der musikalische Dilettant. Wien 1773.
- Anleitung zur Erfindung der Melodie und ihrer Fortsetzung. Wien 1798.